# Big Bad Voodoo Daddy
Big Bad Voodoo Daddy – amerykański zespół grający muzykę z gatunku swing revival założony w 1993 roku w Ventura przez wokalistę i gitarzystę Scotta Morrisa oraz perkusistę Kurta Sodergrena.

## Skład zespołu[1]

### Obecny skład
- Scotty Morris – wokal, gitara
- Kurt Sodergren – perkusja, instrumenty perkusyjne
- Dirk Shumaker – kontrabas, wokal
- Andy Rowley – saksofon barytonowy, wokal
- Glen „The Kid” Marhevka – trąbka
- Karl Hunter – saksofon, klarnet
- Joshua Levy – pianino, aranżacja

### Muzycy koncertowi
- Anthony Bonsera – trąbka
- Alex „Crazy Legs” Henderson – puzon

## Dyskografia[2]

### Albumy studyjne
- Big Bad Voodoo Daddy (1994)
- Watchu’ Want for Christmas? (1997)
- Americana Deluxe (1998)
- This Beautiful Life (1999)
- Save My Soul (2003)
- Everything You Want for Christmas (2004)
- How Big Can You Get?: The Music of Cab Calloway (2009)
- Rattle Them Bones (2012)
- It Feels Like Christmas Time (2013)

### Albumy koncertowe
- Big Bad Voodoo Daddy Live (2004)